# Código ATC C01
O Código ATC C01 (Terapia cardíaca) é um subgrupo terapêutico da classificação ATC (Anatomical Therapeutic Chemical Classification System), um sistema de códigos alfanuméricos desenvolvido pela Organização Mundial da Saúde (OMS) para classificar medicamentos e outros produtos médicos. O subgrupo C01 faz parte do grupo anatômico C (aparelho cardiovascular). Os códigos para uso veterinário (códigos ATCvet) podem ser criados colocando a letra Q antes do código ATC para uso humano: por exemplo, QC01. Os códigos ATCvet sem os códigos ATC humanos correspondentes são citados com a letra Q inicial nessa lista.

## C01AGlicosídeoscardíacos

### C01AA Glicosídeosdigitalis
C01AA01 Acetildigitoxina
C01AA02 Acetildigoxina
C01AA03 Digitalis (folhas)
C01AA04 Digitoxina
C01AA05 Digoxina
C01AA06 Lanatosídeo C
C01AA07 Deslanosídeo
C01AA08 Metildigoxina
C01AA09 Gitoformato
C01AA52 Acetildigoxina, associações

### C01AB Glicosídeos descilla
C01AB01 Proscilaridin
C01AB51 Proscillaridin, associações

### C01AC Glicosídeos destrophanthus
C01AC01 G-estrofantina
C01AC03 Cimarin

### C01AX Outros glicosídeos cardíacos
C01AX02 Peruvosídeo

## C01BAntiarrítmicos, classes I e III

### C01BA Antiarrítmicos, classe Ia
C01BA01 Quinidina
C01BA02 Procainamida
C01BA03 Disopiramida
C01BA04 Esparteína
C01BA05 Ajmalina
C01BA08 Prajmalina
C01BA12 Lorajmina
C01BA13 Hidroquinidina
C01BA51 Quinidina, associações, exceto psicolépticos
C01BA71 Quinidina, associações com psicolépticos

### C01BB Antiarrítmico , classe Ib
C01BB01 Lidocaína
C01BB02 Mexiletina
C01BB03 Tocainida
C01BB04 Aprindina

### C01BC Antiarrítmicos, classe Ic
C01BC03 Propafenona
C01BC04 Flecainida
C01BC07 Lorcainida
C01BC08 Encainida
C01BC09 Etacizina

### C01BD Antiarrítmicos, classe III
C01BD01 Amiodarona
C01BD02 Tosilato de bretílio
C01BD03 Bunaftina
C01BD04 Dofetilida
C01BD05 Ibutilida
C01BD06 Tedisamil
C01BD07 Dronedarona

### C01BG Outros antiarrítmicos, classes I e III
C01BG01 Moracizina
C01BG07 Cibenzolina
C01BG11 Vernakalant

## C01C Estimulantes cardíacos excluindo glicosídeos cardíacos

### C01CA Agentesadrenérgicosedopaminérgicos
C01CA01 Etilefrina
C01CA02 Isoprenalina
C01CA03 Norepinefrina
C01CA04 Dopamina
C01CA05 Norfenefrina
C01CA06 Fenilefrina
C01CA07 Dobutamina
C01CA08 Oxedrina
C01CA09 Metaraminol
C01CA10 Metoxamina
C01CA11 Mefentermina
C01CA12 Dimetofrina
C01CA13 Prenalterol
C01CA14 Dopexamina
C01CA15 Gepefrina
C01CA16 Ibopamina
C01CA17 Midodrina
C01CA18 Octopamina
C01CA19 Fenoldopam
C01CA21 Cafedrina
C01CA22 Arbutamina
C01CA23 Teodrenalina
C01CA24 Epinefrina
C01CA25 Metilsulfato de amezínio
C01CA26 Efedrina
C01CA27 Droxidopa
C01CA30 Combinações
C01CA51 Etilefrina, associações

### C01CEInibidores da fosfodiesterase
C01CE01 Amrinona
C01CE02 Milrinone
C01CE03 Enoximona
C01CE04 Bucladesina
QC01CE90 Pimobendano

### C01CX Outros estimulantes cardíacos
C01CX06 Angiotensinamida
C01CX07 Xamoterol
C01CX08 Levosimendana
C01CX09 Angiotensina II

## C01DVasodilatadoresusados emdoenças cardíacas

### C01DANitratosorgânicos
C01DA02 Trinitrato de glicerilo
C01DA04 Dinitrato de metilpropilpropanodiol
C01DA05 Tetranitrato de pentaeritrina
C01DA07 Propatilnitrato
C01DA08 Dinitrato de isossorbida
C01DA09 Trolnitrato
C01DA13 Tetranitrato de eritritila
C01DA14 Mononitrato de isossorbida
C01DA20 Nitratos orgânicos em combinação
C01DA38 Tenitramina
C01DA52 Trinitrato de glicerila, associações
C01DA54 Dinitrato de metilpropilpropanodiol, associações
C01DA55 Tetranitrato de pentaeritritil, associações
C01DA57 Propatylnitrate, associações
C01DA58 Dinitrato de isossorbida, associações
C01DA59 Trolnitrato, associações
C01DA63 Tetranitrato de eritritil, associações
C01DA70 Nitratos orgânicos em combinação com psicolépticos

### C01DB Vasodilatadores dequinolona
C01DB01 Flosequinan

### C01DX Outros vasodilatadores usados em doenças cardíacas
C01DX01 Tosilato de itramina
C01DX02 Prenilamina
C01DX03 Oxifedrina
C01DX04 Benziodarona
C01DX05 Carbocromeno
C01DX06 Hexobendina
C01DX07 Etafenona
C01DX08 Heptaminol
C01DX09 Imolamina
C01DX10 Dilazepo
C01DX11 Trapidil
C01DX12 Molsidomina
C01DX13 Efloxato
C01DX14 Cinepazeto
C01DX15 Cloridarol
C01DX16 Nicorandil
C01DX18 Linsidomina
C01DX19 Nesiritide
C01DX21 Serelaxina
C01DX51 Tosilato de itramina, associações
C01DX52 Prenilamina, associações
C01DX53 Oxifedrina, associações
C01DX54 Benziodarona, associações

## C01E Outras preparações cardíacas

### ProstaglandinasC01EA
C01EA01 Alprostadil

### C01EB Outras preparações cardíacas
C01EB02 Cânfora
C01EB03 Indometacina
C01EB04 Glicosídeos de crataegus
C01EB05 Creatinolfosfato
C01EB06 Fosfocreatina
C01EB07 Frutose-1,6-difosfato
C01EB09 Ubidecarenona
C01EB10 Adenosina
C01EB11 Tiracizina
C01EB13 Acadesina
C01EB15 Trimetazidina
C01EB16 Ibuprofeno
C01EB17 Ivabradina
C01EB18 Ranolazina
C01EB21 Regadenoson
C01EB22 Meldonium
C01EB23 Ácido tiazótico